# Puniszcze (rejon dokszycki)
Puniszcze – dawna kolonia. Tereny na których był położony, leżą obecnie na Białorusi, w obwodzie witebskim, w rejonie dokszyckim, w sielsowiecie Dokszyce.

## Historia
W czasach zaborów ówczesny zaścianek w granicach Imperium Rosyjskiego.
W dwudziestoleciu międzywojennym folwark a następnie zaścianek leżał w Polsce, w województwie wileńskim, w powiecie dziśnieńskim, do 11 kwietnia 1929 w gminie Dokszyce, następnie w gminie Porpliszcze.
Według Powszechnego Spisu Ludności z 1921 roku zamieszkiwało tu 16 osób, wszystkie były wyznania prawosławnego. Jednocześnie 15 mieszkańców zadeklarowało białoruską przynależność narodową a 1 inną. Były tu 2 budynki mieszkalne. W 1931 w 5 domach zamieszkiwało 21 osób.
Miejscowość należała do parafii rzymskokatolickiej w m. Parafianów i prawosławnej w Porpliszczach. Podlegała pod Sąd Grodzki w Dokszycach i Okręgowy w Wilnie; właściwy urząd pocztowy mieścił się w Porpliszczach.